# Мыс Николая
Мыс Николая (укр. мис Миколая) — мыс на южном берегу Крыма, одна из самых южных точек полуострова Крым (другая мыс Сарыч). Вдаётся в Чёрное море.
По одним данным мыс получил название мыс Святого Николая — в честь покровителя мореплавателей Николая Чудотворца, в советское время это имя было изменено на мыс Николая. По другим данным, вероятно, мыс назван в честь героя Отечественной войны 1812 года Николая Николаевича Раевского, которому император Александр I подарил дачу Тессели вблизи мыса.
В 1 км от мыса Николая находится посёлок Форос, расстояние до центра Севастополя — около 33 км, до Ялты — около 32 км. К западу от мыса находится мыс Сарыч.
Мыс непосредственно смежен с детским оздоровительным лагерем «Форос», располагающимся на территории санатория «Форос».
На мысе расположена пограничная застава.